# MTA doktora
A Magyar Tudományos Akadémia – az 1994. évi XL. törvényben meghatározott közfeladatai között – tudományos minősítési rendszert működtet, melynek keretében a Magyar Tudományos Akadémia doktora (röviden: az MTA doktora, nevezik még nagydoktorinak is), valamint a Magyar Tudományos Akadémia levelező és rendes tagja címet adományoz. Ez az elérhető legmagasabb tudományos fokozat Magyarországon.

## Az MTA doktora cím története és szerepe
Az MTA doktora címre 1995 óta lehet pályázni, a korábbi tudományos minősítési rendszerben megszerzett „tudomány doktora” fokozat egyenértékű az MTA doktora címmel. Mindkettő rövidítése DSc, de a korábbi cím a szovjet доктор наук cím magyarországi verziója volt. A Magyar Tudományos Akadémia levelező tagja 1949 óta csak az MTA doktora címmel rendelkező személy lehet. A cím a köznyelvben nagydoktor. A magyar felsőoktatásban a professzori előlépés tudományos mércéje az akadémiai doktori cím (korábban fokozat).

## Szabályozások
Az Akadémia Alapszabályának 24. §-a szerint az MTA doktora címet az Akadémia annak ítélheti oda, aki
- tudományos fokozattal rendelkezik,
- az általa művelt tudományszakot a tudományos fokozat megszerzése óta is eredeti tudományos eredményekkel gyarapította,
- tudományszakának mértékadó hazai és nemzetközi tudományos körei előtt ismert és elismert, kiemelkedő tudományos kutatói munkásságot fejt ki,
- tudományos eredményeit doktori műben foglalja össze.

Az MTA doktora cím megszerzését az alábbiak szabályozzák:
- MTA törvény - 1994. évi XL. törvény[3] a Magyar Tudományos Akadémiáról
- 4/1995. (I. 20.) Kormányrendelet[4]  a Magyar Tudományos Akadémia hazai tagjai és a Magyar Tudományos Akadémia Doktora címmel rendelkező személyek tiszteletdíjáról, illetve az akadémikus elhalálozása esetén megállapítható hozzátartozói ellátásokról
- A Magyar Tudományos Akadémia Alapszabálya (ASZ)
- Az MTA Doktori Szabályzata
- Az MTA Doktori Tanács Eljárási Szabályzata és Ügyrendje
- Az MTA Tudományos osztályainak doktori ügyrendjei
- Az MTA Tudományos osztályainak minimumkövetelményei

## Az MTA doktora címet szerzettek
Az MTA doktora címben 2011 óta 800 fő, összesen 2610 fő részesült.